# Philip J. Davis
Pour les articles homonymes, voir Philip Davis et Davis.
Philip J. Davis (né le 2 janvier 1923 à Lawrence au Massachusetts et mort le 13 mars 2018) est un mathématicien appliqué et écrivain américain.

## Biographie
Davis obtient son doctorat en 1950 à l'université Harvard sous Ralph Boas, puis il travaille au National Institute of Standards and Technology, où il devient chef du département de mathématiques numériques et travaille à la publication du Handbook of Mathematical Functions de Milton Abramowitz et Irene Stegun. Il était ensuite professeur à l'université Brown, où il est à la fin professeur émérite.
Davis se fait connaître par son recueil d'essais mathématiques The Mathematical Experience de 1981 écrits avec Reuben Hersh, essais qui traitent également de sujets philosophiques et historiques autour des mathématiques ; ce livre a été suivi d'un autre livre similaire,  intitulé Descartes' Dream – the world according to mathematics ; le premier livre remporte un National Book Award en 1983. Son livre Methods of numerical integration avec Philip Rabinowitz est pendant longtemps un ouvrage standard de référence sur l'intégration numérique. Il est chroniqueur régulier pour le journal SIAM News.

## Prix et distinctions
- 1956 : Bourse Guggenheim
- 1963 : Prix Chauvenet
- 1972 : Prix Jeffery-Williams
- 1986 : Prix George Pólya
- 1982 : Prix Halmos-Ford[4].
- 1990 : Hedrick lectures[5]
- 1997 : doctorat honoris causa de l'université de Roskilde .

## Publications
Mathématiques
- avec Philip Rabinowitz, Methods of numerical integration, Blaisdell, 1967. — Rééditions Academic Press 1975, 1984
- Interpolation and approximation, Blaisdell, 1963. — Réédition Dover 1975
- The Schwarz Function and Circulant Matrices, MAA, 1974. — Réédition 1979
- The Education of a mathematician, autobiographie, 2000.
- Mathematical Encounters of the second kind,, Birkhäuser, 1996.
- avec Reuben  Hersh (préf. Gian-Carlo Rota), The Mathematical Experience, Houghton Mifflin et Birkhäuser, 1981. — Réédition Birkhäuser 1995
- avec Reuben  Hersh, Descartes' Dream – the world according to mathematics, Harcourt, Brace, Jovanovich, 1986. — Réédition Houghton Mifflin 1987
- avec David Park, No way- the nature of the impossible, Freeman, 1987.
- Spirals: From Theodorus to Chaos, AKPeters, 1993. — (issu des conférences Hendrick du MAA)
- Mathematics of matrices, Blaisdell, 1965. — Réédition Krieger 1984
- Circulant Matrices, Wiley, 1979. — Deuxième édition Chelsea 1994
- The lore of large numbers, Random House, 1961.

Fiction
- The Thread: a mathematical yarn, Harcourt, Brace, Jovanovich, 1983, 1989.
- Thomas Gray: Philosopher Cat, Boston, Harcourt, Brace, Jovanovich, 1988.
- Thomas Gray in Copenhague - in which the philosopher cat meets the ghost of Hans Christian Andersen, New York, Copernicus, 1995.